# آبرژمان-کلمانسیا
آبرژمان، کلمانسیا (به فرانسوی: L'Abergement-Clémenciat) یک کمون در فرانسه با جمعیت ۷۷۷ نفر است که در کانتون شاتیو سور شالارون واقع شده‌است.

## نگارخانه

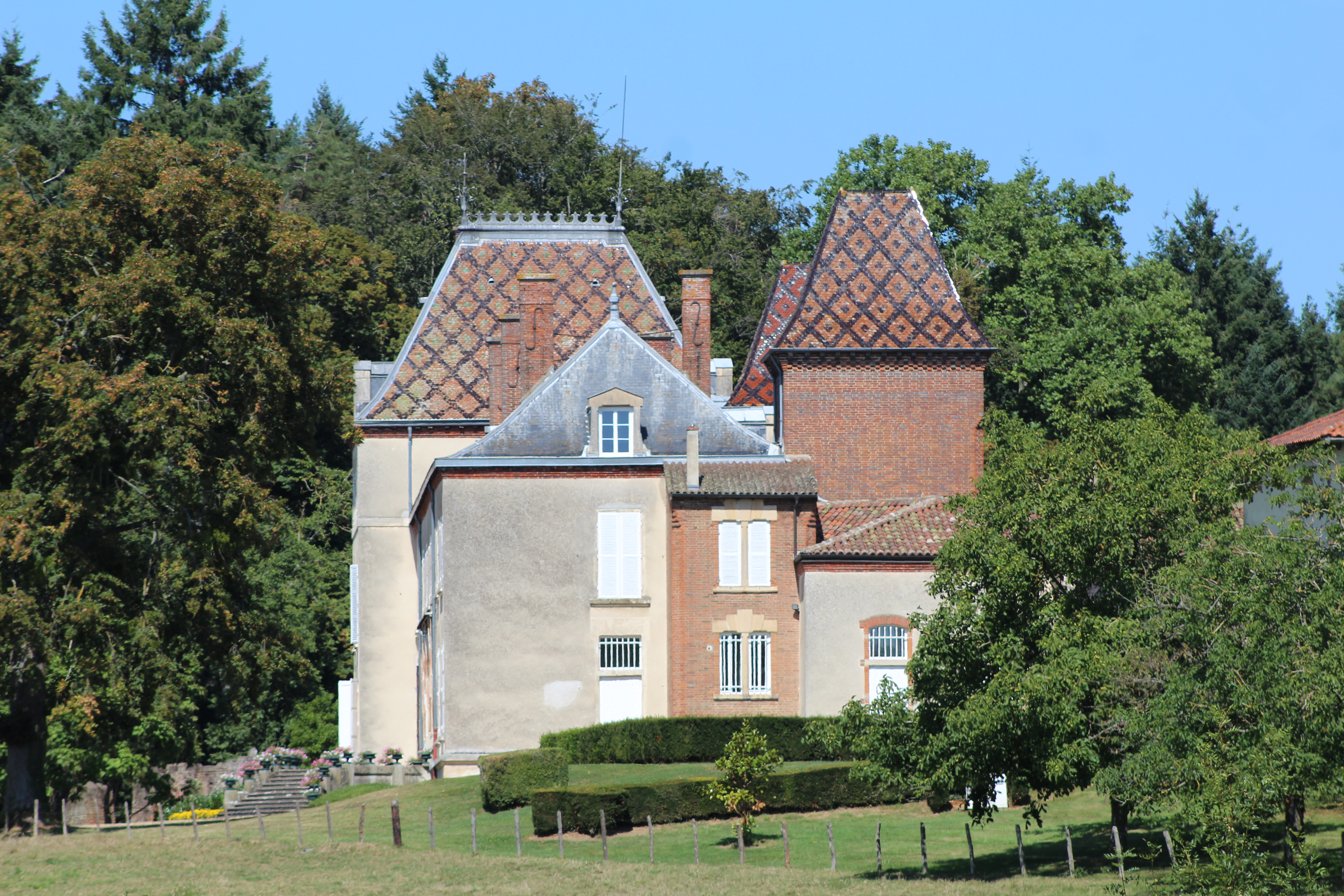
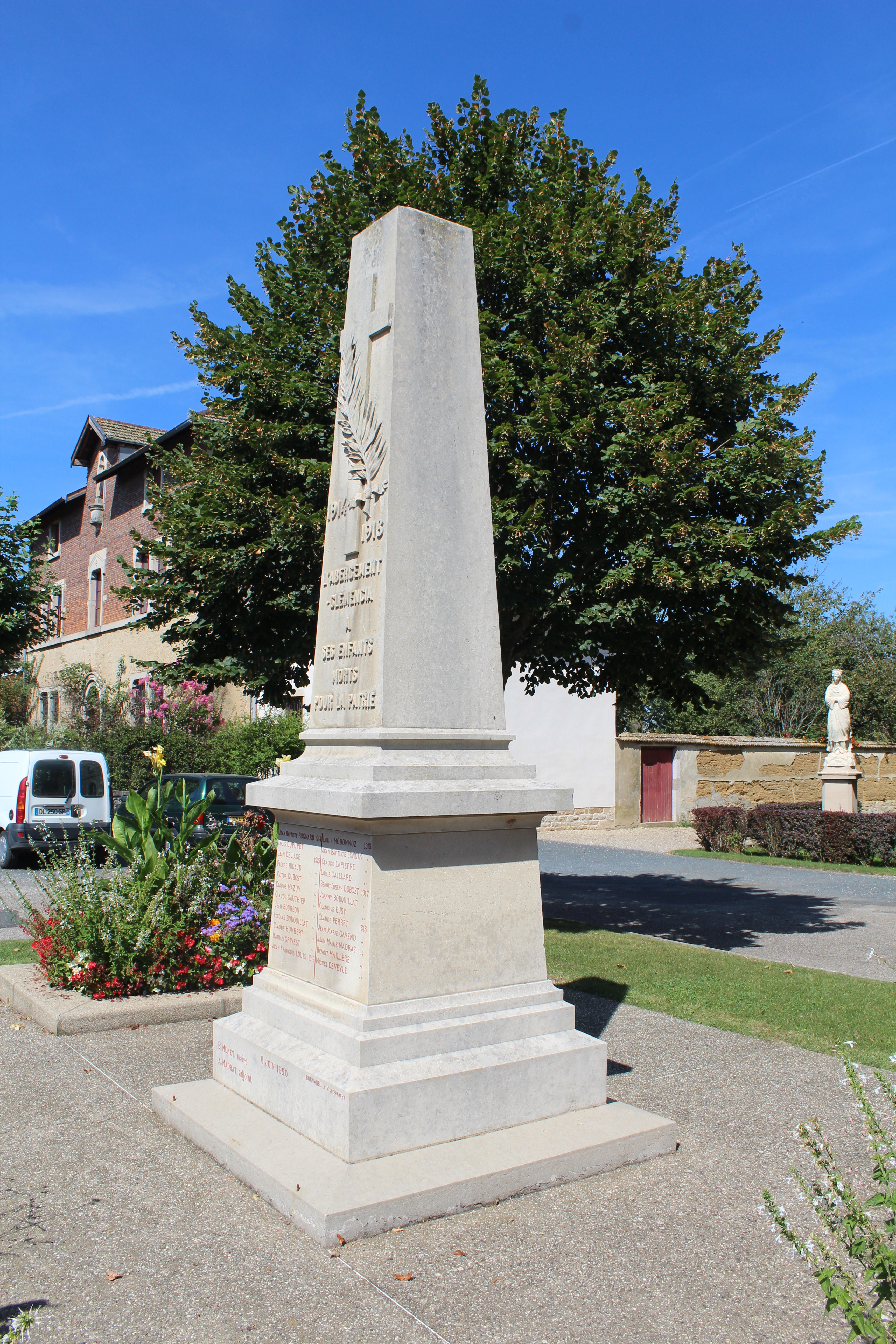
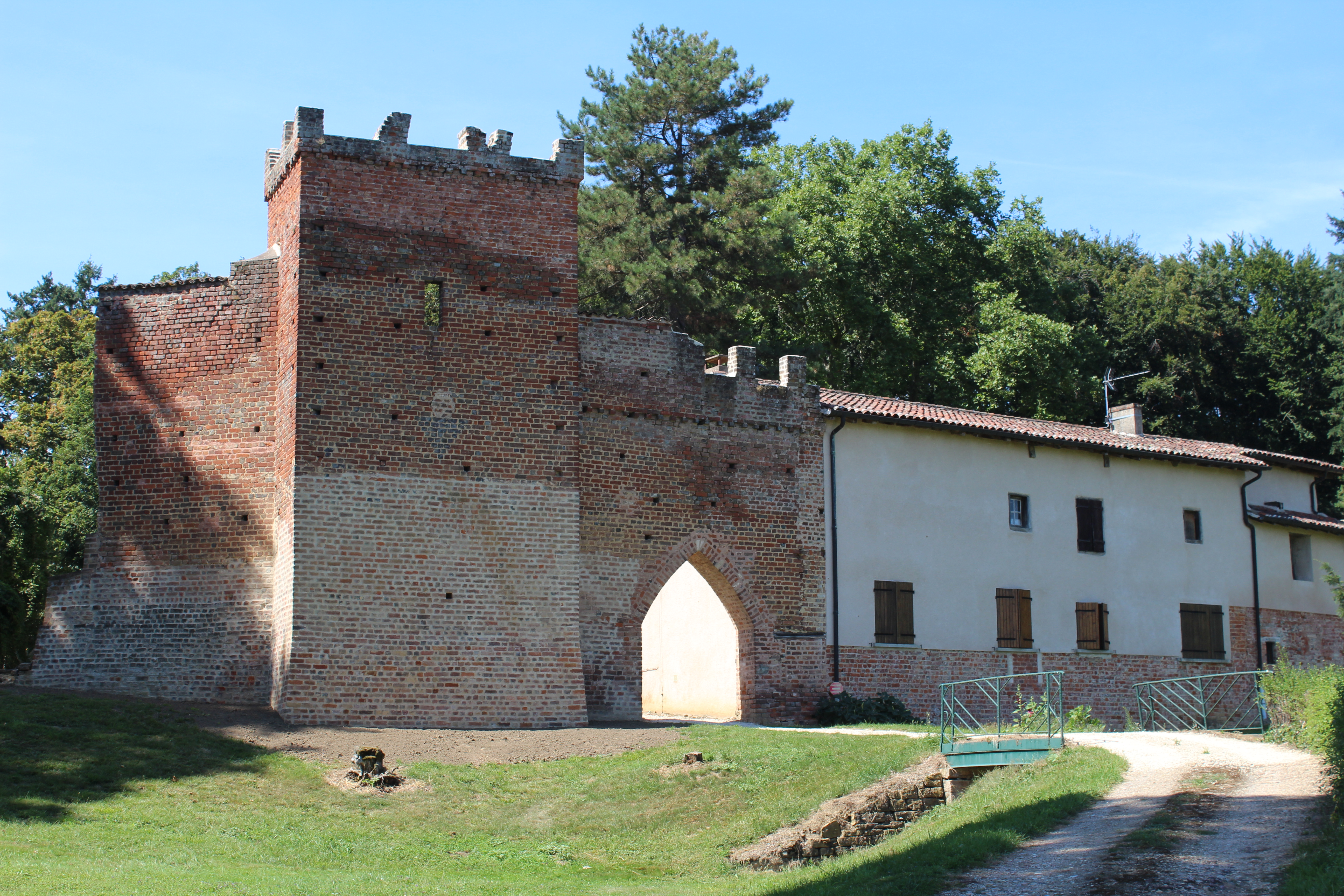
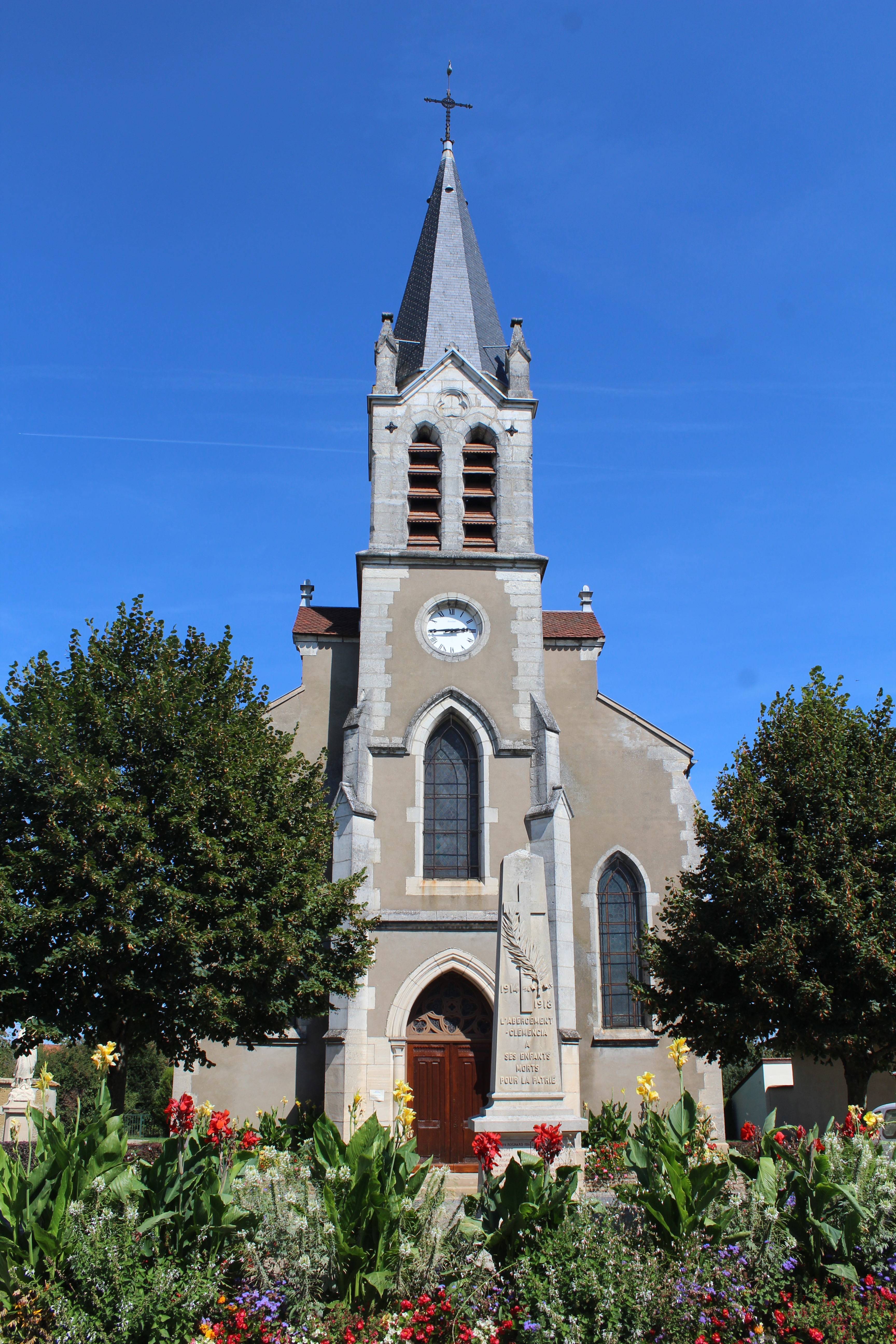